# Yu Lan
Yu Lan —en chino simplificado, 于蓝; pinyin, Yú Lán— (Xiuyan, 3 de junio de 1921-Pekín, 28 de junio de 2020) fue una actriz de cine china. En 1961, Yu ganó el premio a mejor actriz en el Festival Internacional de Cine de Moscú por su actuación en A Revolutionary Family. Su hijo menor, Tian Zhuang-zhuang, es el director y profesor de la Academia de Cine de Pekín.

## Biografía
Yu Lan nació el 3 de junio de 1921 en Xiuyan, Liaoning. Entró en la Universidad Militar y Política Contra-Japonesa en 1938 y trabajo como actriz en una compañía afiliada a la Academia de Artes Luxun después de 1940.
Murió en Pekín el 28 de junio de 2020 a los 99 años.

## Filmografía
| Año  | Título                         | Título en chino | Papel        | Notas                                                       |
| ---- | ------------------------------ | --------------- | ------------ | ----------------------------------------------------------- |
| 1949 | Medical Warrior                | 白衣战士        |              |                                                             |
| 1951 | Red Flag                       | 翠岗红旗        |              |                                                             |
| 1952 | Longxugou                      | 龙须沟          | Madam Cheng  |                                                             |
| 1961 | A Revolutionary Family         | 革命家庭        | Zhou Lian    | Mejor actriz en el Festival Internacional de Cine de Moscú. |
| 1965 | Streaming                      | 烈火中永生      | Jiang Zhuyun |                                                             |
| 2009 | Looking For Jackie             |                 |              |                                                             |
| 2018 | Goddesses in the Flames of War |                 |              |                                                             |
| 2019 | For Love with You              |                 |              |                                                             |